# أنسون كاميرون
أنسون كاميرون (بالإنجليزية: Anson Cameron)‏ (1961)؛ روائي أسترالي.